# قاعده ید
قاعده ید (قانون دست‌داشت) یعنی هر کس چیزی در دست دارد، مالک آن فرض می‌شود مگر خلافش ثابت شود.
«قاعده ید» یعنی وقتی کسی چیزی را در اختیار دارد و می‌توان گفت تحت کنترل اوست، این نشانه است که احتمالاً مالکش است، مگر خلاف آن ثابت شود.  
این اصل در قانون مدنی ایران نیز پذیرفته شده و طبق ماده ۳۵، «تصرف» به‌عنوان مالکیت محسوب می‌شود مگر اینکه خلاف آن ثابت شود.  
قاعده ید یکی از قواعد فقهی است که مورد قبول همگی فقیهان مسلمان در فقه اسلامی قرار گرفته است. بر اساس این قاعده، چیرگی و استیلای فرد بر یک شی، ثابت می‌کند که آن شخص بر آن شی مالکیت دارد. این قاعده یکی از دلائل عمده اعمال مالکیت در حقوق است. که از آن به عنوان «اماره تصرف» نیز یاد می‌شود.

## معرفی

### تعریف
قاعده ید از جمله قواعد فقهی در اسلام در حوزه مالکیت به شمار می‌رود. بر طبق این قاعده اگر فردی بر شی ای استیلا و سلطه و اقتدار یابد به گونه‌ای که از نظر عرفی این استیلاء ثابت باشد و در اختیار فرد باشد به گونه‌ای که فرد می‌تواند هر گونه تغییر و تصرفی در آن شی ای که مالک آن است انجام دهد. عرف نقش مهمی در تعریف ید دارد. این که چه زمانی عنصر استیلاء و سلطه صادق است منوط به تشخیص عرف می‌باشد. مفهوم ید در این قاعده به معنای سیطره خارجی است به گونه‌ای که ذوالید اختیار تمام اموری را در دست دارد که تحت ید اوست و قادر است تا هر گونه تصرفی در آن انجام دهد.

## قاعده ید در قانون مدنی
در قانون مدنی ایران این قاعده که از آن با عنوان «تصرف» یاد می‌شود، به عنوان اماره تصرف شناخته شده است؛ و آن را هم در اعیان و هم در منافع و هم در حقوق جاری و حاکم دانسته‌اند. طبق ماده ۳۵ قانون مدنی ایران «تصرف به عنوان مالکیت، دلیل بر مالکیت است مگر آن که خلاف آن ثابت شود.» تصرف به عنوان مالکیت یعنی این که فرد مالی را در تصرف فعلی خود داشته باشد و هرگونه انتفاعی بتواند از آن ببرد و مدعی مالکیت آن مال باشد.

## تحلیل قاعده ید
بر اساس تعریف قاعده ید، مادامی که بینه و دلیلی خلاف این قاعده اثبات نشده باشد قاعده ید اقتضای ملکیت را دارد. در همه مواردی که مال یا شی ای در اختیار فردی قرار دارد بر اساس قاعده دست‌داشت بایستی نسبت به آن فرد نگرش مثبت داشته باشیم و آن فرد را مالک آن شی بدانیم و نباید بدگمانی به آن فرد داشته باشیم.

## دلائل اثبات
قاعده ید بر اساس روایات، سیره عقلا و اجماع ثابت شده است. اما برخی از فقیهان در شرایط این قاعده اختلاف نظر دارند.